# John Goodwyn Barmby
John Goodwin Barmby (1820-1881) fue un socialista utópico británico en la época victoriana. 
Él y su mujer Catherine Barmby (fallecida en 1854) fueron influyentes partidarios de Robert Owen a finales de la década de 1830 y principios de 1840 antes de pasar a la corriente radical unitariana del cristianismo en los años 1840. Ambos tenían reputación de acérrimos feministas, y propusieron el apoyo al sufragio femenino por parte del Cartismo. 
Barmby trabajó como editor, escritor y organizador de empresas comunitarias alrededor de Londres de 1838 a 1848. Se le asocia a menudo con el crecimiento de proyectos socialistas y utópicos durante el surgimiento del Cartismo. Fundó una comunidad utópica en las Islas del Canal y mantenía relación con radicales como William James Linton y Friedrich Engels.
John Barmby es también conocido como la persona que introdujo la palabra "comunista" en el idioma inglés como traducción de la palabra francesa communiste durante una visita a París en 1840 en una conversación con algunos de los seguidores de Gracchus Babeuf . Presentó a Engels al movimiento communiste francés 2. Fundaron la London Communist Propaganda Society en 1841 y, el mismo año, la Universal Communitarian Association. Barmby fundó el Communist Chronicle, un periódico mensual luego publicado por Thomas Frost. Por 1843, el matrimonio Barmby refundieron su movimiento como una Iglesia. El término "comunista" se usó poco más tarde, pero con seguridad en torno a los años 1840. Como Donald F. Busky escribió, "Barmby pudo haber pensado que inventó los términos comunismo y comunista, pero estaba equivocado... con toda probabilidad ["comunista" y "comunismo" estaban en uso] en la década de 1830 o 1840s"
Investigadores de la Universidad Rutgers explican:
En busca de una vida espíritual más rica que la que ofrecían el socialismo de Robert Owen o el Cartismo, poco después de su matrimonio Catherine y Goodwyn Barmby fundaron la Iglesia Comunista. A pesar de que la iglesia terminó en 1849, a mitad de la década de 1840 había más de 10 congregaciones.3
Entre 1854 y 1858 Barmby fue ministro de la Free Mormon Church en Lancaster, donde él ostentó el título de Pontífice Revolucionario de la Iglesia Comunista.

## Otras lecturas
- Barbara Taylor, Eve and the New Jerusalem, pp. 172-182 (en inglés)

- Datos: Q3506528
- Multimedia: John Goodwyn Barmby / Q3506528